# Ernest Page (atleta)
Ernest Page   (Lambeth, 27 de setembre de 1910 - Torquay, 9 de desembre de 1973) va ser un atleta anglès, especialista en curses de velocitat, que va competir durant la dècada de 1930.
El 1932 va prendre part en els Jocs Olímpics d'Estiu de Los Angeles, on disputà dues proves del programa d'atletisme. En la cursa del 4x100 metres fou sisè, mentre en els 100 metres quedà eliminat en sèries.
En el seu palmarès destaquen una medalla de plata en les 100 iardes als Jocs de la Commonwealth de 1930 i una de bronze en els 4x100 metres al Campionat d'Europa d'atletisme de 1938. En aquesta prova formà equip amb Maurice Scarr, Godfrey Brown i Arthur Sweeney. El 1931 guanyà el campionat britànic de l'AAA de les 100 iardes.

## Millors marques
- 100 iardes. 9.8" (1931, 1937)
- 100 metres. 10.7" (1931, 1937 i 1938)
- 200 metres. 21.6" (1937)[1][3]